# Тит Андроник
„Тит Андроник“ (на английски: Titus Andronicus) е английска ренесансова трагедия — вероятно първата, сътворена от Уилям Шекспир. Смята се, че е написана в началото на 90-те години на 16 век.

## Място на действието
Действието се развива в Рим и околностите му.

## Действащи лица
- Сатурнин – син на покойния римски император; после сам император
- Басиан— негов брат
- Тит Андроник – знатен римлянин
- Марк Андроник – негов брат, народен трибун
- Луций, Квинт, Марций, Муций – синове на Тит
- Малкият Луций – момче, син на Луций
- Публий – син на Марк Андроник
- Емилий – знатен римлянин
- Аларб, Деметрий, Хирон – синове на Тамора
- Арон – любовник на Тамора
- Военачалник
- Пратеник
- Селяк
- Тамара – царица на готите, после римска императрица
- Лавиния – дъщеря на Тит
- Дойка и Черно дете
- Римляни, готи, сенатори, трибуни, военачалници, войници и слуги

## Сюжет
Пиесата представя римския пълководец Тит Андроник, който се впуска в отмъщение срещу готската царица Тамора, негов враг. Пиесата е считана за една от най-кървавите Шекспирови творби. Тя загубва своята популярност по време на викторианската епоха заради описаните жестокости, и едва неотдавна интересът към нея се подновява.